# ان‌جی‌سی ۷۸۱۶
ان‌جی‌سی ۷۸۱۶ (انگلیسی: NGC 7816) یک کهکشان مارپیچی است که در فاصله حدود ۲۱۵ میلیون سال نوری از زمین در صورت فلکی ماهی جای دارد. این کهکشان در ۲۶ سپتامبر ۱۷۸۵ توسط ستاره شناس ویلیام هرشل کشف شد.